# Sukawangi (Warungkondang)
Sukawangi is een bestuurslaag in het regentschap Cianjur van de provincie West-Java, Indonesië. Sukawangi telt 5261 inwoners (volkstelling 2010).